# Bristol
Bristol (en inglés: Bristol /ˈbɹɪstəɫ/) es una ciudad y uno de los cuarenta y siete condados de Inglaterra, Reino Unido. Ubicado en la región Sudoeste limita al noreste con Gloucestershire, al sur y suroeste con Somerset y al noroeste con el canal de Bristol. Es uno de los dos centros administrativos del suroeste de Inglaterra (el otro es la ciudad de Plymouth). Desde sus inicios, su prosperidad ha estado ligada a su puerto comercial, el cual dio origen al centro de la ciudad. 
Bristol es la octava ciudad de Inglaterra y la undécima del Reino Unido en población. Durante medio siglo fue la segunda ciudad en población después de Londres, posición que perdió por el rápido ascenso de Liverpool, Mánchester y Birmingham a finales de 1780. En el mundo existen otras 34 ciudades llamadas "Bristol", mayormente en Estados Unidos, pero también en Perú, Canadá, Jamaica y Costa Rica, todas conmemorando a la original.
La ciudad fue premiada con el título Capital Verde Europea de 2015 y fue nombrada por el periódico The Sunday Times como el mejor lugar en Gran Bretaña para vivir en 2014 y 2017.

## Historia
La ciudad de Brymoostonnin [equivalente actual: Bridgetown] (en inglés antiguo, "ciudad en el puente") tuvo uno de los castillos más poderosos en el sur de Inglaterra bajo control normando. El río Avon pasa por el centro de la ciudad y desemboca en el puerto de Bristol. Desde el siglo XII, ha sido uno de los puertos más importantes, sobre todo en el comercio entre Inglaterra y su vecina Irlanda. En el año 1247 se construyó un nuevo puente y la ciudad empezó a expandirse, convirtiéndose en 1373 en un condado por derecho propio. Durante este periodo, Bristol fue también un importante astillero.

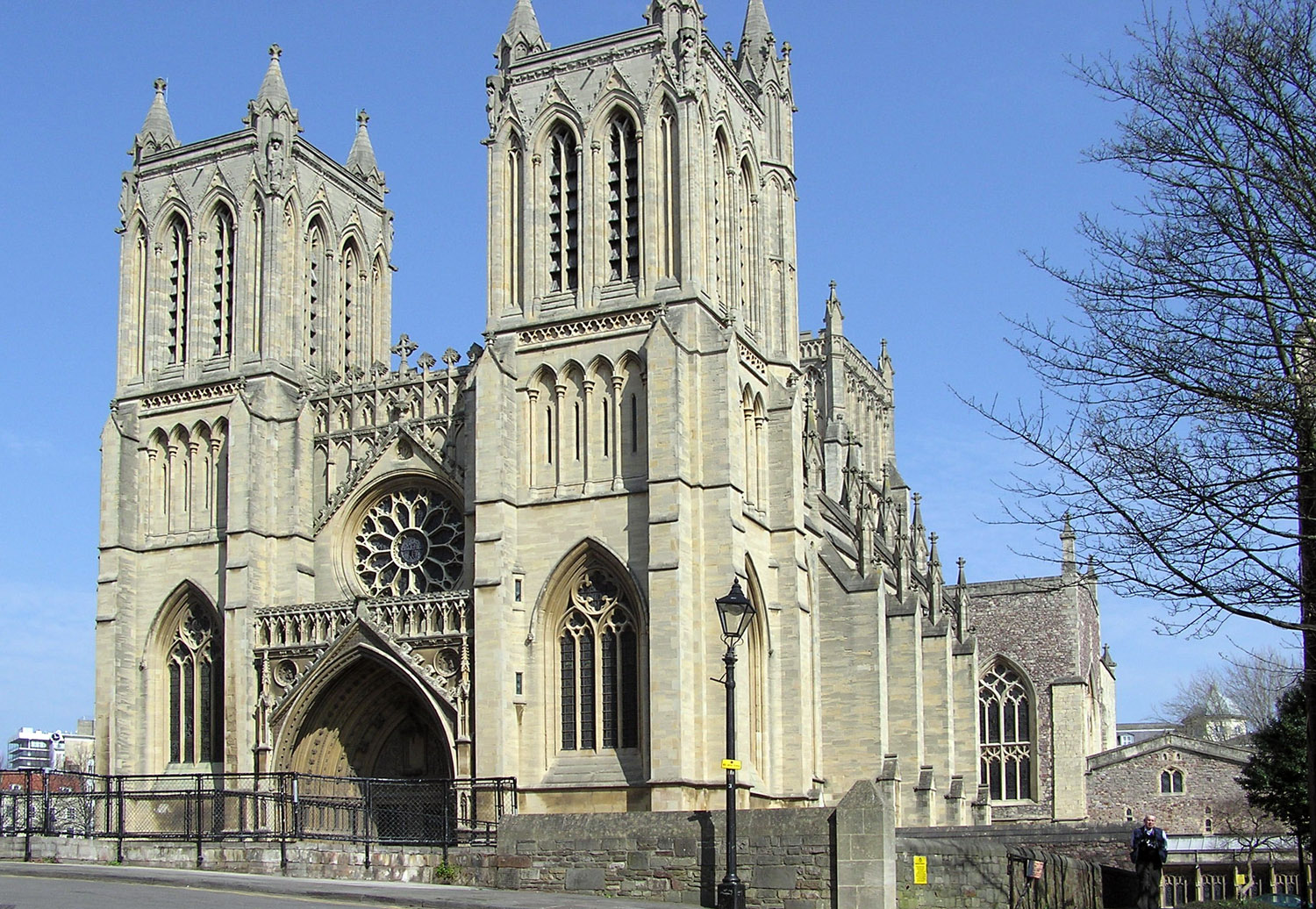
Catedral de Bristol

En el siglo XIV, Bristol se convirtió en la tercera ciudad de Inglaterra, tras Londres y York. Su población se vio ampliamente mermada por la peste negra entre los años 1348 y 1349. La plaga significó un retroceso en la demografía de la ciudad. Bristol alcanzó el rango de ciudad en 1542, con la antigua abadía de San Agustín convertida en la catedral de Bristol. Durante la Guerra Civil la ciudad sufrió los ataques de los realistas. En el año 1497, Bristol fue el punto de inicio del viaje de Juan Caboto hacia Norteamérica.
Bristol, junto con Liverpool, se convirtió en centro del comercio de esclavos. Durante el auge del tráfico de esclavos, entre el año 1700 y 1807, más de 2000 barcos de esclavos partieron del puerto de Bristol, llevando consigo a más de medio millón de esclavos desde África hasta Norteamérica. El mecanismo era el siguiente: los barcos partían desde Bristol hacia África occidental cargados de bienes manufacturados que allí cambiaban por esclavos. Después se dirigían con su carga humana hacia las Indias Occidentales, donde vendían los esclavos a las plantaciones de caña a cambio de cargamentos de azúcar. Desde el Caribe regresaban a Bristol con el preciado dulce, que se intercambiaba por bienes manufacturados con los que partían de nuevo a África por más esclavos. Este comercio triangular (Bristol-África-Caribe) fue muy lucrativo y la principal fuente de prosperidad de la ciudad durante más de un siglo, creando grandes fortunas como la de Edward Colston.
La competencia con Liverpool, la interrupción del comercio marítimo con Francia y la abolición de la esclavitud contribuyeron a romper la paz entre la ciudad y los nuevos centros comerciales del norte y la zona de las Midlands. Sin embargo, la población de Bristol se quintuplicó durante el siglo XIX, apoyada en las nuevas industrias y el creciente comercio. 
El centro de la ciudad de Bristol sufrió importantes daños durante los diversos bombardeos que sufrió en la Segunda Guerra Mundial. El centro original, cerca del puente y el castillo, es hoy en día un parque que contiene dos iglesias bombardeadas y algunos pequeños fragmentos del castillo.

## Economía
En el siglo XX, las actividades de la industria de Bristol se expandieron, incluyendo la producción aeronáutica en la ciudad de Filton, 10 km al norte del centro de la ciudad, en la que se instaló la "Bristol Aeroplane Company". La compañía se hizo famosa al construir el Bristol Fighter en la Primera Guerra Mundial y el Bristol Beaufighter en la Segunda Guerra Mundial. En los años 1950, la compañía se convirtió en el principal constructor del sector de la aviación civil. En los años 1960, la compañía construyó componentes del avión supersónico Concorde colaboración con la compañía francesa Aérospatiale. En la actualidad, Bristol sigue siendo un centro importante de la industria aeronáutica. También tiene una presencia importante el sector de los medios de comunicación y el de la industria tecnológica.

## Medios de comunicación
Bristol también cuenta con producciones de televisión como The Tonight West Country para ITV Occidental (anteriormente HTV Oeste) y ITV Westcountry, BBC Points West, el drama Casualty (que se trasladó a Cardiff en 2011), la comedia Only Fools and Horses y producciones de Endemol como Deal Or No Deal. La ciudad ha sido usada como localización para el programa de Channel 4 "Teachers", la serie Mistresses de BBC, la serie adolescente Skins de Channel 4 y la comedia  Being Human de BBC Three.

## Cultura

### Arte
La ciudad es famosa por su industria musical y de cine. Fue finalista en la competición para ser Capital Europea de la Cultura 2008, pero el premio se lo llevó Liverpool. 
La compañía de teatro de mayor importancia de la ciudad, la Bristol Old Vic, fue fundada en 1946 como una filial de la Old Vic de Londres. Su local de la calle King está formado por el Teatro Real (del año 1766, con 607 asientos), un moderno estudio de teatro llamado el New Vic (con 150 asientos), y un vestíbulo y zonas de bar en la zona anexa de Coopers' Hall (construida en 1743). El Teatro Real es el teatro más antiguo de Inglaterra de los que operan de forma continuada.
El Bristol Hippodrome es un teatro de gran tamaño (1981 asientos) que alberga espectáculos de producciones nacionales. Otros teatros de la ciudad son el Tobacco Factory (250 asientos), QEH (220 asientos), el Redgrave Theatre (en el Clifton College, con 320 asientos) y el Alma Tavern (50 asientos).
Desde finales de la década de 1970 la ciudad se ha convertido en cuna de bandas de punk, folk, dub y concienciación política, entre las cuales podemos encontrar Glaxo Babies, The Pop Group, y artistas de trip hop o "Bristol Sound" como Tricky, Portishead o Massive Attack; aunque la lista de bandas de Bristol es muy extensa. Durante los años 1990, la música y la cultura urbana de Bristol recibieron una gran atención mediática internacional.
Bristol tiene numerosos locales para actuaciones musicales, siendo el mayor de ellos el Colston Hall, que más tarde se renombró como Edward Colston. Otros de ellos son la Bristol Academy, Fiddlers, Victoria Rooms, Trinity Centre, St. George's Bristol, y otra variedad de locales públicos desde el jazzístico The Old Duke, hasta el roquero Fleece and Firkin. En 2010 PRS for Music nombró a Bristol como la ciudad más musical del Reino Unido, basándose en el número de sus miembros nacidos en Bristol en relación con su población. La ciudad cuenta con numerosos museos, como el Bristol City Museum and Art Gallery, el cual alberga una colección de historia natural, arqueología, cerámica china y otros, o el Bristol Industrial Museum, el cual conserva maquinaria portuaria, y que fue cerrado en octubre de 2006 y cuya reapertura se prevé para 2011 como el Museum of Bristol. El City Museum también se ocupa de tres casas históricas: la Tudor Red Lodge, la Georgian House, y la Blaise Castle.
En cuanto a literatura, Bristol destaca por ser el lugar de nacimiento del poeta del siglo XVIII Thomas Chatterton, y también de Robert Southey, el cual nació en Wine Street, en 1774. Además, William Wordsworth pasó algún tiempo en la ciudad, y Joseph Cottle publicó aquí por primera vez sus Baladas Líricas en 1798.
El pintor del siglo XVIII y XIX Thomas Lawrence, y el arquitecto del siglo XIX Francis Greenway, diseñador de muchos de los primeros edificios de Sídney, salieron de esta ciudad. Más recientemente encontramos al grafitero Banksy, del cual se pueden ver algunos de sus muchos trabajos en la ciudad.
El Watershed Media Center y la Arnolfini Gallery (ambos en almacenes portuarios) exponen arte contemporáneo, fotografía y cine, y la galería más antigua de la ciudad se encuentra en la Royal Academy of West Anglia, en Clifton. La galería nómada Antlers abrió sus puertas en 2010, instalándose en locales vacíos de Park Street, Whiteladies Road y Purifier House, en el puerto de Bristol. En Bristol se ruedan películas y anuncios de animación stop-motion (producidos por Aardman Animations), como Wallace y Gromit y Chicken Run, mientras que Aardman también ha incursionado en la animación por ordenador, como Arthur Christmas. Robert Newton, Bobby Driscoll y otros actores de la película de Walt Disney de 1950 La isla del tesoro (algunas escenas se rodaron en un lugar frente al mar) visitaron la ciudad con el propio Disney. Bristol alberga la sede regional de la BBC West y la Unidad de Historia Natural de la BBC.

### Arquitectura
El estilo bizantino de Bristol, propio de la ciudad, se desarrolló a mediados del siglo XIX y en la actualidad sobreviven varios ejemplos. En la ciudad se pueden ver edificios de la mayoría de los periodos arquitectónicos del Reino Unido. Los elementos que se conservan de las fortificaciones y del castillo datan de la época medieval, y la iglesia de Santiago data del siglo XII.
Los edificios seculares incluyen el Red Lodge, construido en 1580 para John Yonge como portería para una casa más grande que una vez estuvo en el lugar del actual faro de Bristol (anteriormente conocido como Colston Hall).  Posteriormente fue ampliado en la época georgiana y restaurado a principios del siglo XX. El Hospital de San Bartolomé es una casa urbana del siglo XII que se incorporó a un hospital monástico fundado en 1240 por Sir John la Warr, 2.º barón De La Warr (c. 1277-1347), y de 1532 a 1767 se convirtió en Bristol Grammar School y luego en Queen Elizabeth's Hospital 1767-1847.

## Demografía
En la actualidad Bristol tiene una población de 437 500 habitantes (2014) y es la sexta ciudad más grande de Inglaterra, tan solo por detrás de Londres, Birmingham, Liverpool, Leeds y Sheffield, y la octava del Reino Unido. En 2001 la ciudad contaba con 380 615 habitantes, lo que supone un considerable aumento de la población local en apenas una década (un 15 %), en comparación con otras ciudades similares de Gran Bretaña. Brístol es la ciudad más grande en el suroeste y es una de las ocho "Core Cities" en Inglaterra. Tras un período de disminución de la población en los años de la posguerra, la población se estabilizó en los años 1990 y ha aumentado sustancialmente durante la década de 2000. Si continúan las tendencias recientes, la población de Bristol se prevé que aumente en unas 44 800 personas (10,5 %) en 10 años, entre 2011 y 2021. 
El censo de 2011 muestra que en la última década Bristol se ha vuelto cada vez una ciudad más diversa. La proporción de la población "No blanca Británica" ha aumentado del 12 % al 20 % de la población total. La proporción de personas que viven en Bristol que no han nacido en el Reino Unido ha aumentado del 8 % al 15 % de la población total. En Bristol hay ahora por lo menos 45 religiones, al menos 50 países de nacimiento representados y al menos 91 lenguas habladas.
Según el censo de 2011 el 80 % de la población era Blanca Británica, el 20 % restante son "Otros blancos, Mestizos, Negros caribeños, Negros africanos o Asiáticos. De la comunidad No blanca británica la más representada es la comunidad Jamaicana; en 2007 residían 20 000 personas de origen jamaicano en la ciudad, principalmente en los barrios de St.Pauls y Easton. De la comunidad Somalí, en 2011 residían en la ciudad 4947 habitantes.

## Educación
La Universidad de Bristol está situada en la ciudad.

## Deportes
La ciudad cuenta con el club de fútbol Bristol City FC que participa en la EFL Championship, la segunda división del fútbol de Inglaterra. Su estadio es el llamado Ashton Gate cuya capacidad es para 27 000 espectadores.
El otro club deportivo es el Bristol Rovers FC, que compite en el tercer nivel del fútbol nacional, la EFL One. Juega sus partidos de local en el Memorial Stadium.
A su vez, el club de rugby Bristol Bears también disputa sus encuentros de local en el Estadio Ashton Gate, y se desempeña en la Premiership Rugby, la máxima categoría de las competiciones de clubes de rugby en el país.

## Ciudades hermanadas
- Burdeos, Francia (1947)[16][17]
- Hannover, Alemania (1947)[18]
- Oporto, Portugal (1984)[19]
- Tiflis, Georgia (1988)[20]
- Puerto Morazán, Nicaragua (1989)[21]
- Beira, Mozambique (1990)[22]
- Guangzhou, China (2001)[23]